# Hamsund
Hamsund est une localité du comté de Nordland, en Norvège.

## Géographie
Administrativement, Hamsund fait partie de la kommune de Hamarøy.